# Mats G. Nilsson
Mats Göran Nilsson, född 27 mars 1968 i Karlshamn, är en svensk politiker (moderat). Han var ordinarie riksdagsledamot 2006–2010, invald för Stockholms kommuns valkrets.
I riksdagen var han ledamot i socialförsäkringsutskottet 2006–2010. Nilsson var även suppleant i socialförsäkringsutskottet och socialutskottet. Han var Moderaternas representant i Pensionsgruppen.
Nilsson är ordförande för City Polisnämnd i Stockholm och ordförande för Moderaternas Kungsholmsförening.[när?] Numera är han verkställande direktör för branschorganisationen Svensk egenvård.